# 進擊巨人大戰無敵猛鯊
《進擊巨人大戰無敵猛鯊》（英語：Mega Shark vs. Kolossus）是一部2015年美國怪獸災難片，為《無敵巨鯊》系列電影的第四部作品。由克里斯多福·雷執導，伊蓮娜·道格拉斯、艾咪·蕾德和布洛迪·赫茲勒主演。片中的克魯蘇一形象取自日本動漫作品《進擊的巨人》的「巨人」。該片2015年7月7日在美國以DVD首映的方式發行。

## 劇情
世界各國政府制定了準備計劃，以防出現另一隻巨鯊的同時，俄羅斯礦工在水下鑽探的紅水銀喚醒了另一條巨鯊。另一方面，CIA探員金滲入了一幫俄羅斯人的紅水銀交易中，但他們卻意外喚醒了蘇聯在冷戰時期製造的巨型兵器克魯蘇，這使她將和海洋學家格雷博士等人合作，以阻止巨鯊和克魯蘇對文明世界的侵害。

## 演員
- 伊蓮娜·道格拉斯（英语：Illeana Douglas）飾演愛麗森·格雷博士
- 艾咪·蕾德（英语：Amy Rider）飾演莫伊拉·金
- 布洛迪·赫茲勒（英语：Brody Hutzler）飾演約書亞·丹恩
- 艾德華·德路特飾演史班瑟
- 歐內斯特·李·湯瑪斯（英语：Ernest Lee Thomas）飾演提圖斯·傑克森海軍上將
- 傑夫·哈奇飾演約翰·布拉克博士
- 派屈克·波查（英语：Patrick Bauchau）飾演謝爾蓋·阿伯莫夫
- 克萊兒·葛蘭特（英语：Clare Grant）飾演克萊兒
- 艾莉森·海斯利普（英语：Alison Haislip）飾演艾莉
- 米琳·薩利飾演米琳
- 莉莉·旺德比爾特（英语：Rileah Vanderbilt）飾演莉莉

## 外部連結
- 互联网电影数据库（IMDb）上《進擊巨人大戰無敵猛鯊》的资料（英文）